# Сокиряны
Сокиря́ны (укр. Сокиряни) — город в Днестровском районе Черновицкой области Украины. Административный центр Сокирянской городской общины

## Географическое положение
Расположен на берегу реки Сокирянки (правый приток Днестра), в 3 км от железнодорожной станции Сокиряны, в 150 км от Черновцов.

## Население
На 1 января 2013 года численность населения составляла 9462 человек.

### Языковой состав
Родной язык населения по данным переписи 2001 года:
| Язык       | Численность, чел. | Доля     |
| ---------- | ----------------- | -------- |
| Украинский | 9 249             | 91,53 %  |
| Русский    | 665               | 6,58 %   |
| Молдавский | 161               | 1,59 %   |
| Другое     | 30                | 0,30 %   |
| Итого      | 10 105            | 100,00 % |

## История
Первое упоминание о поселении в письменных источниках относится к 1666 году.
В ходе Великой Отечественной войны в 1941—1944 гг. посёлок находился под немецко-румынской оккупацией.
В 1944 город Секуряны переименован в Сокиряны.
3 декабря 1944 года здесь началось издание районной газеты.
9 мая 1960 года Сокиряны получили статус посёлка городского типа.
В 1966 году Сокиряны стали городом.
В 1975 году численность населения составляла 11,3 тыс. человек, здесь действовали лесокомбинат, пищекомбинат, сыродельный завод, завод строительных материалов и несколько других предприятий.
В 1982 году здесь был открыт музей боевой и трудовой славы.
В январе 1989 года численность населения составляла 11 819 человек, основой экономики города в это время являлись металлообработка и пищевая промышленность.
После провозглашения независимости Украины город оказался на границе с Молдавией, здесь был оборудован таможенный пост, который находится в зоне ответственности Черновицкого пограничного отряда Западного регионального управления ГПСУ.
В мае 1995 года Кабинет министров Украины утвердил решение о приватизации находившихся в городе машиностроительного завода, завода пиво-безалкогольных напитков, райсельхозтехники и райсельхозхимии, в июле 1995 года было утверждено решение о приватизации сыродельного завода.
В ходе административно-территориальной реформы в Украине, в 2020 году Сокирянский район был упразднён, а город стал центром Сокирянской городской общины Днестровского района

## Современное состояние
Здесь находится исправительная колония № 67, под эгидой которой продолжает работать карьер по добыче камня-известняка.

## Транспорт
Железнодорожная станция Сокиряны на линии Окница — Ларга.